# Robert Hunt (científico)
Robert Hunt (Devonport, Plymouth, 6 de septiembre de 1807-Londres, 17 de octubre de 1887), fue un científico y erudito británico, autor de diversos estudios estadísticos y mineralógicos. Es reconocido como el inventor del primer actinógrafo.

## Semblanza

### Primeros años
Su padre era un oficial de la marina, fallecido en un naufragio cuando Hunt aun era joven. Inició estudios de medicina en Londres, pero sus problemas de salud le obligaron a volver a Cornualles. En 1829 publicó "The Mount’s Bay; a descriptive poem... and other pieces" (La Bahía del Monte; un poema descriptivo ... y otras piezas) pero sin lograr grandes ventas ni el reconocimiento de los críticos.
En 1840 fue nombrado secretario de la Real Sociedad Politécnica de Cornualles en Falmouth, donde conoció a Robert Were Fox, con quien realizó algunas investigaciones físicas y químicas en común.

### Fotografía
Hunt se mostró muy interesado en la naciente técnica de la fotografía. Siguiendo los descubrimientos de Daguerre, desarrolló el actinógrafo, iniciando su actividad como empresario. Su Manual de Fotografía (1841, ed. 5, 1857) fue el primer tratado en inglés sobre el tema. También experimentó sobre los efectos de la luz, publicando "Researches on Light" (Investigaciones sobre la Luz) (1844).

### Carrera
Fue nombrado profesor de mecánica, en la Escuela Gubernamental de Minas.
En 1845 aceptó la invitación de Sir Henry de la Beche para el cargo de conservador de registros mineros en el Museo de Geología Económica (después Práctica), y cuando la Escuela de Minas se estableció en 1851 fue lector durante dos años de mecánica, y después, durante un tiempo escaso, de física experimental.
Fue elegido miembro de la Real Sociedad Estadística en 1855.
Fundó en 1858, con la Real Sociedad Politécnica de Cornualles, la Asociación de Mineros.
Su trabajo principal fue la compilación y edición de la Estadística Mineral del Reino Unido, que continuó hasta la fecha de su jubilación (1883), cuando la oficina de información minera se transfirió al Ministerio del Interior.
Elegido socio de la Royal Society en 1852, en 1884 publicó un gran volumen sobre la Minería Británica, en el que se incluía tanto un completo enfoque histórico, como un punto de vista práctico. También editó la quinta edición y otras posteriores del Diccionario de Artes, Minas y Manufacturas de Andrew Ure.

### Estudios del folclore
También recopiló y escribió la obra titulada "Popular Romances of the West of England" (Romances Populares del Oeste de Inglaterra) (1865), incluyendo un registro de antiguos mitos y leyendas de Cornualles. El libro fue muy popular, reeditándose en numerosas ocasiones.

### Muerte y legado
Murió en Londres el 17 de octubre de 1887. En su memoria se abrió un museo mineralógico en la Escuela Minera de Redruth con su nombre, pero fue cerrado en 1950 y los minerales se transfirieron a la Escuela de Minería Metalífera, conocida posteriormente como Escuela de Minas Camborne.